# Coppa del Mondo di pattinaggio di velocità 2023
La Coppa del Mondo di pattinaggio di velocità 2023 è iniziata l'11 novembre 2022 ed è terminata il 19 febbraio 2023. La competizione è stata organizzata dalla ISU.

## Calendario
| Città               | Impianto       | Data                |
| ------------------- | -------------- | ------------------- |
| Stavanger           | Sørmarka Arena | 11-13 novembre 2022 |
| Heerenveen          | Thialf         | 18-20 novembre 2022 |
| Calgary             | Olympic Oval   | 9-11 dicembre 2022  |
| Calgary             | Olympic Oval   | 16-18 dicembre 2022 |
| Tomaszów Mazowiecki | Ice Arena      | 10-12 febbraio 2023 |
| Tomaszów Mazowiecki | Ice Arena      | 17-19 febbraio 2023 |

## Risultati

### Uomini

#### Stavanger
| Data             | Distanza               | Primo         | Secondo          | Terzo         |
| 11 novembre 2022 | 1500 m                 | Jordan Stolz  | Connor Howe      | Ning Zhongyan |
| 11 novembre 2022 | Inseguimento a squadre | Stati Uniti   | Paesi Bassi      | Norvegia      |
| 12 novembre 2022 | 500 m                  | Yuma Murakami | Laurent Dubreuil | Kim Jun-ho    |
| 12 novembre 2022 | 5000 m                 | Patrick Roest | Davide Ghiotto   | Beau Snellink |
| 13 novembre 2022 | 1000 m                 | Jordan Stolz  | Laurent Dubreuil | Ryota Kojima  |
| 13 novembre 2022 | Partenza in linea      | Felix Rijhnen | Gabriel Odor     | Bart Hoolwerf |

#### Heerenveen
| Data             | Distanza          | Primo            | Secondo          | Terzo               |
| 18 novembre 2022 | 1000 m            | Ning Zhongyan    | Joep Wennemars   | Marten Liiv         |
| 18 novembre 2022 | Partenza in linea | Bart Hoolwerf    | Chung Jae-won    | Andrea Giovannini   |
| 19 novembre 2022 | 500 m             | Laurent Dubreuil | Wataru Morishige | Merijn Scheperkamp  |
| 19 novembre 2022 | 5000 m            | Patrick Roest    | Sander Eitrem    | Hallgeir Engebråten |
| 20 novembre 2022 | 1500 m            | Connor Howe      | Kjeld Nuis       | Thomas Krol         |
| 20 novembre 2022 | Sprint a squadre  | Cina             | Paesi Bassi      | Stati Uniti         |

#### Calgary#1
| Data             | Distanza               | Primo             | Secondo          | Terzo                    |
| 9 dicembre 2022  | 1500 m                 | Wesly Dijs        | Ning Zhongyan    | Kjeld Nuis               |
| 9 dicembre 2022  | Inseguimento a squadre | Stati Uniti       | Canada           | Norvegia                 |
| 10 dicembre 2022 | 500 m                  | Laurent Dubreuil  | Tatsuya Shinhama | Kim Jun-ho               |
| 10 dicembre 2022 | 5000 m                 | Patrick Roest     | Beau Snellink    | Davide Ghiotto           |
| 11 dicembre 2022 | 1000 m                 | Hein Otterspeer   | Laurent Dubreuil | Antoine Gélinas-Beaulieu |
| 11 dicembre 2022 | Partenza in linea      | Andrea Giovannini | Peter Michael    | Vitalij Ščigolev         |

#### Calgary#2
| Data             | Distanza          | Primo          | Secondo       | Terzo            |
| 16 dicembre 2022 | 1500 m            | Kjeld Nuis     | Jordan Stolz  | Thomas Krol      |
| 16 dicembre 2022 | Sprint a squadre  | Polonia        | Paesi Bassi   | Canada           |
| 17 dicembre 2022 | 500 m             | Kim Jun-ho     | Jordan Stolz  | Laurent Dubreuil |
| 17 dicembre 2022 | 10000 m           | Davide Ghiotto | Patrick Roest | Beau Snellink    |
| 18 dicembre 2022 | 1000 m            | Jordan Stolz   | Thomas Krol   | David Bosa       |
| 18 dicembre 2022 | Partenza in linea | Bart Swings    | Connor Howe   | Hayden Mayeur    |

#### Tomaszów Mazowiecki#1
| Data             | Distanza               | Primo            | Secondo           | Terzo         |
| 10 febbraio 2023 | 1500 m                 | Kjeld Nuis       | Peder Kongshaug   | Patrick Roest |
| 10 febbraio 2023 | Inseguimento a squadre | Norvegia         | Stati Uniti       | Paesi Bassi   |
| 11 febbraio 2023 | 500 m                  | Wataru Morishige | Laurent Dubreuil  | Yuma Murakami |
| 11 febbraio 2023 | 5000 m                 | Davide Ghiotto   | Patrick Roest     | Sander Eitrem |
| 12 febbraio 2023 | 1000 m                 | Hein Otterspeer  | Kjeld Nuis        | Damian Żurek  |
| 12 febbraio 2023 | Partenza in linea      | Bart Swings      | Andrea Giovannini | Livio Wenger  |

#### Tomaszów Mazowiecki#2
| Data             | Distanza          | Primo         | Secondo       | Terzo             |
| 17 febbraio 2023 | 1500 m            | Jordan Stolz  | Kjeld Nuis    | Sander Eitrem     |
| 17 febbraio 2023 | Sprint a squadre  | Canada        | Norvegia      | Paesi Bassi       |
| 18 febbraio 2023 | 500 m             | Yuma Murakami | Jordan Stolz  | Dai Dai Ntab      |
| 18 febbraio 2023 | 5000 m            | Sander Eitrem | Beau Snellink | Bart Swings       |
| 19 febbraio 2023 | 1000 m            | Wesly Dijs    | Jordan Stolz  | Hein Otterspeer   |
| 19 febbraio 2023 | Partenza in linea | Bart Hoolwerf | Chung Jae-won | Andrea Giovannini |

### Donne

#### Stavanger
| Data             | Distanza               | Primo          | Secondo            | Terzo              |
| 11 novembre 2022 | 500 m                  | Kim Min-sun    | Jutta Leerdam      | Miho Takagi        |
| 11 novembre 2022 | 3000 m                 | Ragne Wiklund  | Irene Schouten     | Isabelle Weidemann |
| 12 novembre 2022 | 1500 m                 | Miho Takagi    | Ragne Wiklund      | Marijke Groenewoud |
| 12 novembre 2022 | Inseguimento a squadre | Canada         | Paesi Bassi        | Giappone           |
| 13 novembre 2022 | 1000 m                 | Jutta Leerdam  | Kim Min-sun        | Miho Takagi        |
| 13 novembre 2022 | Partenza in linea      | Ivanie Blondin | Marijke Groenewoud | Irene Schouten     |

#### Heerenveen
| Data             | Distanza          | Primo                     | Secondo            | Terzo              |
| 18 novembre 2022 | 1000 m            | Jutta Leerdam             | Miho Takagi        | Isabel Grevelt     |
| 18 novembre 2022 | Partenza in linea | Irene Schouten            | Marijke Groenewoud | Ivanie Blondin     |
| 19 novembre 2022 | 1500 m            | Antoinette Rijpma-de Jong | Miho Takagi        | Marijke Groenewoud |
| 19 novembre 2022 | Sprint a squadre  | Paesi Bassi               | Canada             | Stati Uniti        |
| 20 novembre 2022 | 500 m             | Kim Min-sun               | Vanessa Herzog     | Jutta Leerdam      |
| 20 novembre 2022 | 3000 m            | Irene Schouten            | Isabelle Weidemann | Ragne Wiklund      |

#### Calgary#1
| Data             | Distanza               | Primo          | Secondo            | Terzo                     |
| 9 dicembre 2022  | 500 m                  | Kim Min-sun    | Vanessa Herzog     | Jutta Leerdam             |
| 9 dicembre 2022  | 3000 m                 | Ragne Wiklund  | Marijke Groenewoud | Antoinette Rijpma-de Jong |
| 10 dicembre 2022 | 1500 m                 | Miho Takagi    | Nadežda Morozova   | Antoinette Rijpma-de Jong |
| 10 dicembre 2022 | Inseguimento a squadre | Canada         | Giappone           | Stati Uniti               |
| 11 dicembre 2022 | 1000 m                 | Jutta Leerdam  | Kimi Goetz         | Vanessa Herzog            |
| 11 dicembre 2022 | Partenza in linea      | Irene Schouten | Mia Kilburg        | Marijke Groenewoud        |

#### Calgary#2
| Data             | Distanza          | Primo          | Secondo                   | Terzo              |
| 16 dicembre 2022 | 500 m             | Kim Min-sun    | Miho Takagi               | Erin Jackson       |
| 16 dicembre 2022 | 5000 m            | Irene Schouten | Ragne Wiklund             | Ivanie Blondin     |
| 17 dicembre 2022 | 1500 m            | Miho Takagi    | Antoinette Rijpma-de Jong | Nadežda Morozova   |
| 17 dicembre 2022 | Sprint a squadre  | Stati Uniti    | Canada                    | Paesi Bassi        |
| 18 dicembre 2022 | 1000 m            | Jutta Leerdam  | Miho Takagi               | Kimi Goetz         |
| 18 dicembre 2022 | Partenza in linea | Irene Schouten | Ivanie Blondin            | Marijke Groenewoud |

#### Tomaszów Mazowiecki#1
| Data             | Distanza               | Primo              | Secondo           | Terzo              |
| 10 febbraio 2023 | 500 m                  | Kim Min-sun        | Vanessa Herzog    | Kimi Goetz         |
| 10 febbraio 2023 | 3000 m                 | Ragne Wiklund      | Martina Sáblíková | Marijke Groenewoud |
| 11 febbraio 2023 | 1500 m                 | Marijke Groenewoud | Ragne Wiklund     | Miho Takagi        |
| 11 febbraio 2023 | Inseguimento a squadre | Canada             | Paesi Bassi       | Stati Uniti        |
| 12 febbraio 2023 | 1000 m                 | Kimi Goetz         | Miho Takagi       | Brittany Bowe      |
| 12 febbraio 2023 | Partenza in linea      | Marijke Groenewoud | Ivanie Blondin    | Mia Kilburg        |

#### Tomaszów Mazowiecki#2
| Data             | Distanza          | Primo           | Secondo                   | Terzo          |
| 17 febbraio 2023 | 500 m             | Vanessa Herzog  | Kim Min-sun               | Jutta Leerdam  |
| 17 febbraio 2023 | 3000 m            | Ragne Wiklund   | Martina Sáblíková         | Joy Beune      |
| 18 febbraio 2023 | 1500 m            | Ragne Wiklund   | Antoinette Rijpma-de Jong | Miho Takagi    |
| 18 febbraio 2023 | Sprint a squadre  | Stati Uniti     | Canada                    | Cina           |
| 19 febbraio 2023 | 1000 m            | Jutta Leerdam   | Kimi Goetz                | Miho Takagi    |
| 19 febbraio 2023 | Partenza in linea | Momoka Horikawa | Valérie Maltais           | Ivanie Blondin |

## Classifiche

### Uomini

#### 500 metri
| Pos. | Nome             | Nazione       | Punti |
| ---- | ---------------- | ------------- | ----- |
| 1    | Laurent Dubreuil | Canada        | 314   |
| 2    | Yuma Murakami    | Giappone      | 294   |
| 3    | Wataru Morishige | Giappone      | 268   |
| 4    | Kim Jun-ho       | Corea del Sud | 215   |
| 5    | Jordan Stolz     | Stati Uniti   | 215   |

#### 1000 metri
| Pos. | Nome             | Nazione     | Punti |
| ---- | ---------------- | ----------- | ----- |
| 1    | Hein Otterspeer  | Paesi Bassi | 281   |
| 2    | Laurent Dubreuil | Canada      | 231   |
| 3    | Jordan Stolz     | Stati Uniti | 217   |
| 4    | Thomas Krol      | Paesi Bassi | 211   |
| 5    | Ryota Kojima     | Giappone    | 209   |

#### 1500 metri
| Pos. | Nome          | Nazione     | Punti |
| ---- | ------------- | ----------- | ----- |
| 1    | Kjeld Nuis    | Paesi Bassi | 276   |
| 2    | Connor Howe   | Canada      | 254   |
| 3    | Jordan Stolz  | Stati Uniti | 236   |
| 4    | Wesly Dijs    | Paesi Bassi | 234   |
| 5    | Sander Eitrem | Norvegia    | 216   |

#### Lunghe distanze
| Pos. | Nome           | Nazione     | Punti |
| ---- | -------------- | ----------- | ----- |
| 1    | Beau Snellink  | Paesi Bassi | 290   |
| 2    | Patrick Roest  | Paesi Bassi | 288   |
| 3    | Sander Eitrem  | Norvegia    | 268   |
| 4    | Davide Ghiotto | Italia      | 262   |
| 5    | Bart Swings    | Belgio      | 240   |

#### Partenza in linea
| Pos. | Nome              | Nazione       | Punti |
| ---- | ----------------- | ------------- | ----- |
| 1    | Bart Swings       | Belgio        | 435   |
| 2    | Andrea Giovannini | Italia        | 416   |
| 3    | Bart Hoolwerf     | Paesi Bassi   | 360   |
| 4    | Livio Wenger      | Svizzera      | 360   |
| 5    | Chung Jae-won     | Corea del Sud | 352   |

#### Inseguimento a squadre
| Pos. | Nazione     | Punti |
| ---- | ----------- | ----- |
| 1    | Stati Uniti | 174   |
| 2    | Norvegia    | 156   |
| 3    | Paesi Bassi | 140   |
| 4    | Canada      | 137   |
| 5    | Italia      | 126   |

#### Sprint a squadre
| Pos. | Nazione     | Punti |
| ---- | ----------- | ----- |
| 1    | Paesi Bassi | 156   |
| 2    | Canada      | 144   |
| 3    | Norvegia    | 140   |
| 4    | Polonia     | 137   |
| 5    | Cina        | 136   |

### Donne

#### 500 metri
| Pos. | Nome           | Nazione       | Punti |
| ---- | -------------- | ------------- | ----- |
| 1    | Kim Min-sun    | Corea del Sud | 354   |
| 2    | Vanessa Herzog | Austria       | 301   |
| 3    | Erin Jackson   | Stati Uniti   | 241   |
| 4    | Jutta Leerdam  | Paesi Bassi   | 238   |
| 5    | Kimi Goetz     | Stati Uniti   | 224   |

#### 1000 metri
| Pos. | Nome           | Nazione       | Punti |
| ---- | -------------- | ------------- | ----- |
| 1    | Miho Takagi    | Giappone      | 301   |
| 2    | Jutta Leerdam  | Paesi Bassi   | 300   |
| 3    | Kimi Goetz     | Stati Uniti   | 290   |
| 4    | Kim Min-sun    | Corea del Sud | 228   |
| 5    | Vanessa Herzog | Austria       | 219   |

#### 1500 metri
| Pos. | Nome                      | Nazione     | Punti |
| ---- | ------------------------- | ----------- | ----- |
| 1    | Miho Takagi               | Giappone    | 330   |
| 2    | Ragne Wiklund             | Norvegia    | 278   |
| 3    | Antoinette Rijpma-de Jong | Paesi Bassi | 256   |
| 4    | Nadežda Morozova          | Kazakistan  | 243   |
| 5    | Ivanie Blondin            | Canada      | 233   |

#### Lunghe distanze
| Pos. | Nome               | Nazione     | Punti |
| ---- | ------------------ | ----------- | ----- |
| 1    | Ragne Wiklund      | Norvegia    | 342   |
| 2    | Isabelle Weidemann | Canada      | 251   |
| 3    | Joy Beune          | Paesi Bassi | 251   |
| 4    | Ivanie Blondin     | Canada      | 241   |
| 5    | Martina Sáblíková  | Rep. Ceca   | 224   |

#### Partenza in linea
| Pos. | Nome               | Nazione     | Punti |
| ---- | ------------------ | ----------- | ----- |
| 1    | Ivanie Blondin     | Canada      | 435   |
| 2    | Marijke Groenewoud | Paesi Bassi | 424   |
| 3    | Laura Peveri       | Italia      | 411   |
| 4    | Mia Kilburg        | Stati Uniti | 408   |
| 5    | Irene Schouten     | Paesi Bassi | 345   |

#### Inseguimento a squadre
| Pos. | Nazione     | Punti |
| ---- | ----------- | ----- |
| 1    | Canada      | 180   |
| 2    | Paesi Bassi | 151   |
| 3    | Giappone    | 145   |
| 4    | Stati Uniti | 134   |
| 5    | Polonia     | 123   |

#### Sprint a squadre
| Pos. | Nazione     | Punti |
| ---- | ----------- | ----- |
| 1    | Stati Uniti | 168   |
| 2    | Canada      | 162   |
| 3    | Cina        | 127   |
| 4    | Giappone    | 123   |
| 5    | Polonia     | 121   |